# Marjory Saunders
Marjory Saunders, född 10 mars 1913, död 26 november 2010, var en kanadensisk bågskytt. Hon deltog vid olympiska sommarspelen 1972.